# مايكل بيرين
السير مايكل ويلكوكس بيرين (13 سبتمبر 1905 – 18 أغسطس 1988) هو العالم الذي يعد أول من صنّع البولي إثيلين العملي، وكان مدير برنامج التسليح النووي البريطاني الأول، وساهم مع استخبارات الحلفاء في جمع المعلومات حول القنبلة النووية النازية.

## العمل الكيميائي
ولد في 13 سبتمبر 1905 في فيكتوريا بكولومبيا البريطانية، وانتقل إلى إنجلترا في عام 1911 مع والديه البريطانيين. أرسلته عائلته إلى مدرسة توايفورد وكلية وينتشستر، ودرس الكيمياء في كلية نيو كوليج في جامعة أوكسفورد بالإضافة إلى جامعة تورونتو.
انضم إلى شركة إمبريال للصناعات الكيميائية، وقاد فريقًا صغيرًا لدراسة البلمرة تحت الضغط المرتفع، وسجل براءة اختراع في أول طريقة عملية لإنتاج البولي إثيلين عام 1935.

## البرنامج النووي
رُقّي بيرين إلى مرتبة مساعد مدير الأبحاث في شركة إمبريال للصناعات الكيميائية «والاس إيكرز». مع بدء الحرب العالمية الثانية بين 1940 و1941، شاركا معًا في لجنة مود الحكومية التي خلصت إلى أن تصنيع قنبلة نووية هو أمر ممكن بالفعل. انتقلا بعد ذلك للعمل في الفريق السري الذي يعمل على تصنيع قنبلة نووية بريطانية، وأدارا اللجان الرئيسية في برنامج «سبائك الأنابيب» كما كان يسمى. بعد زيارة تقصٍّ إلى الولايات المتحدة في عام 1942، أيقن بيرين أن حكومة الولايات المتحدة تدرك خطورة القنبلة الذرية، ورأى قدرة تلك الدولة التي أخذت تتحرك في الاتجاه الصحيح. عند عودته إلى الديار، عمل على إقناع الحكومة البريطانية بأهمية العمل مع أمريكا. قُبل اقتراحه: أُرسل نحو 60 من علماء برنامج «سبائك الأنابيب» إلى أمريكا في «البعثة البريطانية» وانضموا إلى مشروع مانهاتن. عمل بيرين منسقًا للحكومة البريطانية.
كان أيضًا مسؤولًا عن فهم وضع برنامج التسلح النووي الألماني مستعينًا بالاستخبارات العسكرية وشبكة جواسيسها، بما في ذلك مقابلة الفيزيائي نيلز بور بعد هروبه من الدنمارك المحتلة. بعد تعرفه على محطة المياه الثقيلة النازية في النرويج وفهمه خطورتها، حرص على أن تُبذل الجهود اللازمة لعرقلتها. رافق قوات الحلفاء عند دخولها أوروبا المحتلة للتأكد من مستوى فهم الأبحاث النووية الألمانية. طلب فيرنر هايزنبيرغ  وفريقه من علماء الذرة للاستجواب وحرص على إحضارهم إلى بريطانيا حيث يمكنه مقابلتهم وتسجيل المقابلات سرًا.
من مهامه أيضًا توثيق دور بريطانيا في تطوير القنبلة النووية لمواجهة الرواية الأمريكية المنشورة والتي بدا في ذلك الوقت أنها لا تعترف بالعمل الذي قدمته بريطانيا كما يجب.
بعد الحرب، عُيّن اللورد بورتال في المنصب الحكومي الجديد «مراقب الإنتاج» (إنتاج الطاقة الذرية) في وزارة الموارد وصار بيرين المعاون المباشر له. أدارا معًا ثلاث مجموعات:
- الأبحاث الذرية بإدارة جون كوكروفت
- تطوير السلاح النووي بإدارة ويليام بيني
- المفاعلات النووية والطاقة بإدارة كريستوفر هينتون

يقول بيرين إنه عاش إحدى أصعب تجاربه عندما أخبره كلاوس فوكس أنه جاسوس حين كانا في مجموعة كوك كروفت. في 1950، كُلّف بيرين بإصلاح الأضرار التي سببها ذلك الاكتشاف.
أُصيب بيرين أيضًا بالإحباط لعلمه أن منظمة الطاقة المدنية تسير نحو الخصخصة، فترك الوزارة للعمل في منشأة خاصة في عام 1951. (لم تصبح المنظمة تجارية حتى الفترة التي سبقت خصخصة مجموعة هيئة الطاقة الذرية في عام 1996، أي بعد وفاته).

## صندوق ويلكوم
عاد بيرين للعمل في شركة إمبريال للصناعات الكيميائية ثم أصبح رئيسًا لمؤسسة ويلكوم، وبقي فيها حتى تقاعده في عام 1970. وفي هذا المنصب، عمل بجد لتأمين موارد المؤسسة وتوجيهها في نطاق البحث الجامعي والتدريب في مجالات الطب والصيدلة والفروع ذات الصلة.
حصل على وسام الإمبراطورية البريطانية من رتبة ضابط من الدرجة الممتازة ووسام الإمبراطورية البريطانية من رتبة قائد من الدرجة الممتازة لعمله في المجال الذري. في عام 1967، نال لقب فارس عن عمله في ويلكوم، فضلاً عن أعماله الأخرى وإدارته للمؤسسات المهنية والمستشفيات والمتاحف ومدرسة روديان.
توفي في 18 أغسطس 1988 عن عمر يناهز 82 عامًا.